# Villanueva de la Torre
Villanueva de la Torre è un comune spagnolo di 6 559 abitanti (2022) situato nella comunità autonoma di Castiglia-La Mancia.